# Marty Natalegawa
Raden Mohammad Marty Muliana Natalegawa (thường gọi: Marty Natalegawa; sinh ngày 22 tháng 3 năm 1963) là một nhà ngoại giao người Indonesia. Ông giữ chức Đại diện thường trực nước này tại Liên Hợp Quốc từ ngày 5 tháng 9 năm 2007 cho đến khi được bổ nhiệm làm Bộ trưởng Bộ Ngoại giao Indonesia. Ông cũng từng là Đại sứ Indonesia tại Anh Quốc và từng là phát ngôn viên Bộ Ngoại giao Indonesia.

## Học vấn
Natalegawa học tại Ellesmere College và Concord College (Anh) từ năm 1976 đến năm 1981. Ông lấy bằng cử nhân tại Trường Kinh tế và Khoa học Chính trị Luân Đôn vào năm 1984. Tiếp đó ông theo học Trường Đại học Corpus Christi (thuộc Đại học Cambridge) và lấy bằng thạc sĩ vào năm 1985. Ông đạt học vị tiến sĩ tại Đại học Quốc gia Úc vào năm 1993.

## Tiểu sử
Natalegawa sinh tại Bandung, Tây Java, là con trai út trong gia đình ông Sonson Natalegawa. Ông là người Sunda.
Năm 1986, ông vào làm việc tại bộ phận Nghiên cứu và Phát triển, Bộ Ngoại giao Indonesia. Về sau, ông là Trưởng Văn phòng Bộ Ngoại giao và Tổng Giám đốc Các vấn đề Hợp tác ASEAN trong Bộ Ngoại giao. Ngày 11 tháng 11 năm 2005, ông được Tổng thống Susilo Bambang Yudhoyono bổ nhiệm làm Đại sứ tại Vương quốc Liên hiệp Anh và Bắc Ireland. Ngày 5 tháng 9 năm 2007, ông trở thành Đại diện thường trực của Indonesia tại Liên Hợp Quốc. Ngày 21 tháng 10 năm 2009, Tổng thống Yudhoyono bổ nhiệm ông làm Bộ trưởng Bộ Ngoại giao.

## Đời tư
Natalegawa kết hôn với một phụ nữ Thái Lan là Sranya Bamrungphong. Họ có ba con: Anantha, Annisa và Andreyka.